# قبقاب
القَبْقاب (الجمع: قَباقِيب) هو حذاء يصنع من الخشب بجزء منه أو كله.
القبقاب هو نَعل مصنوع من الخشب ومزود بسيور من الجلد، واسمه يرجع إلى الصوت القوي الذي يصدره أثناء السير به. يعتبر القبقاب جزءاً من التراث الشعبي في العديد من الثقافات، وكانت له أهمية خاصة في دمشق حيث كان يستخدم في جميع الأوقات وخاصة في الشتاء، وكانت له دور جمالي وعملي.
كانت القباقيب تُعرض مع جهاز العروس، وكان القباقبية يتفننون في صنعها بإضافة المعادن والحجارة الكريمة والتطريز بالذهب والفضة. كانت هناك أنواع متعددة من القباقيب، واختلف شكلها ونوعها حسب الثراء والفقر. تعيش صناعة القباقيب في وقتنا الحالي مرحلة الانحسار والتراجع، بعدما كانت مصدر إلهام لدور الأزياء العالمية.
يعود تاريخ صناعة “القبقاب” إلى عصر الفاطميين في مصر، وكان يستخدم لمنع الانزلاق في المنازل والحمامات الشعبية.

## معرض صور

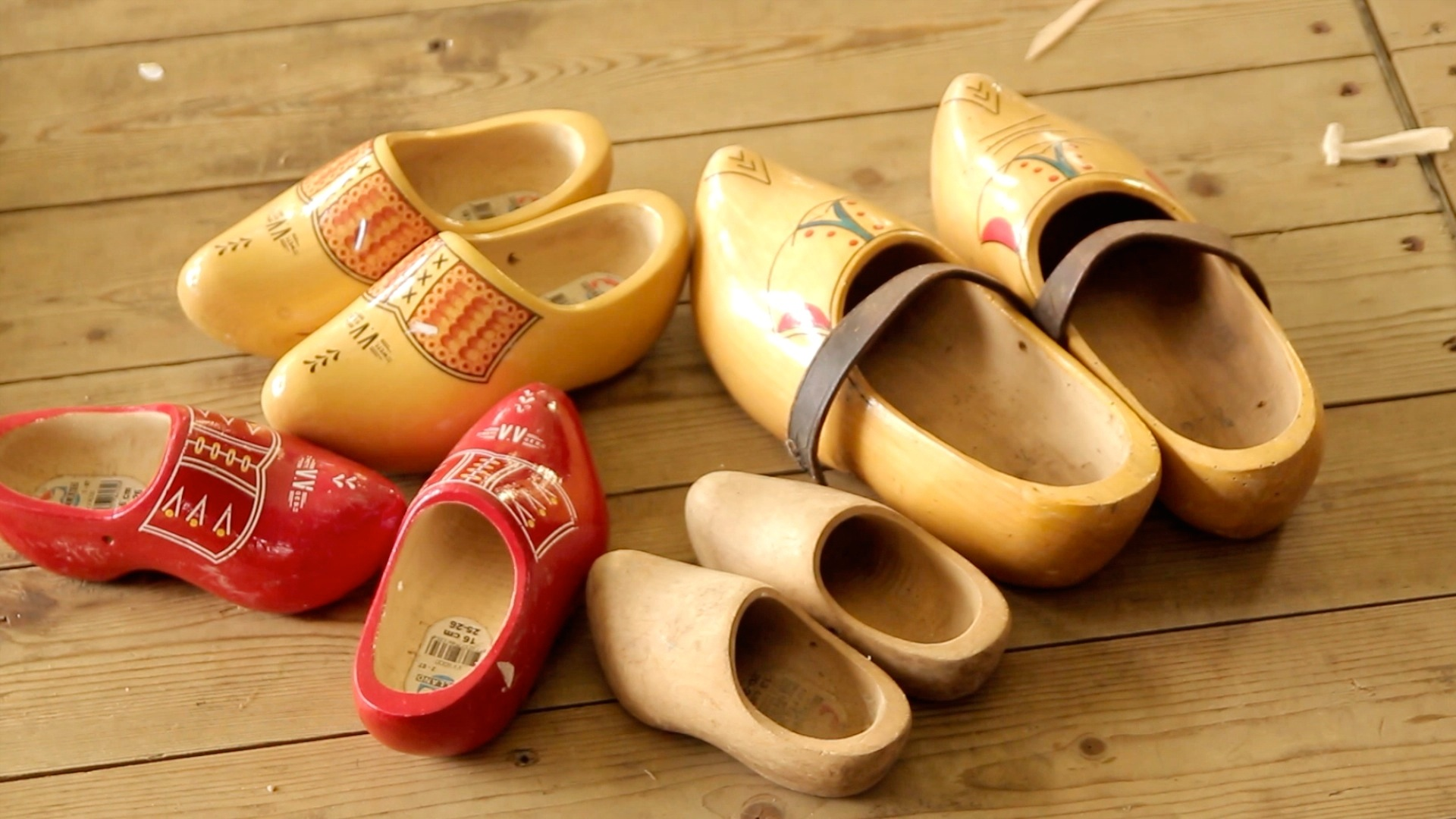
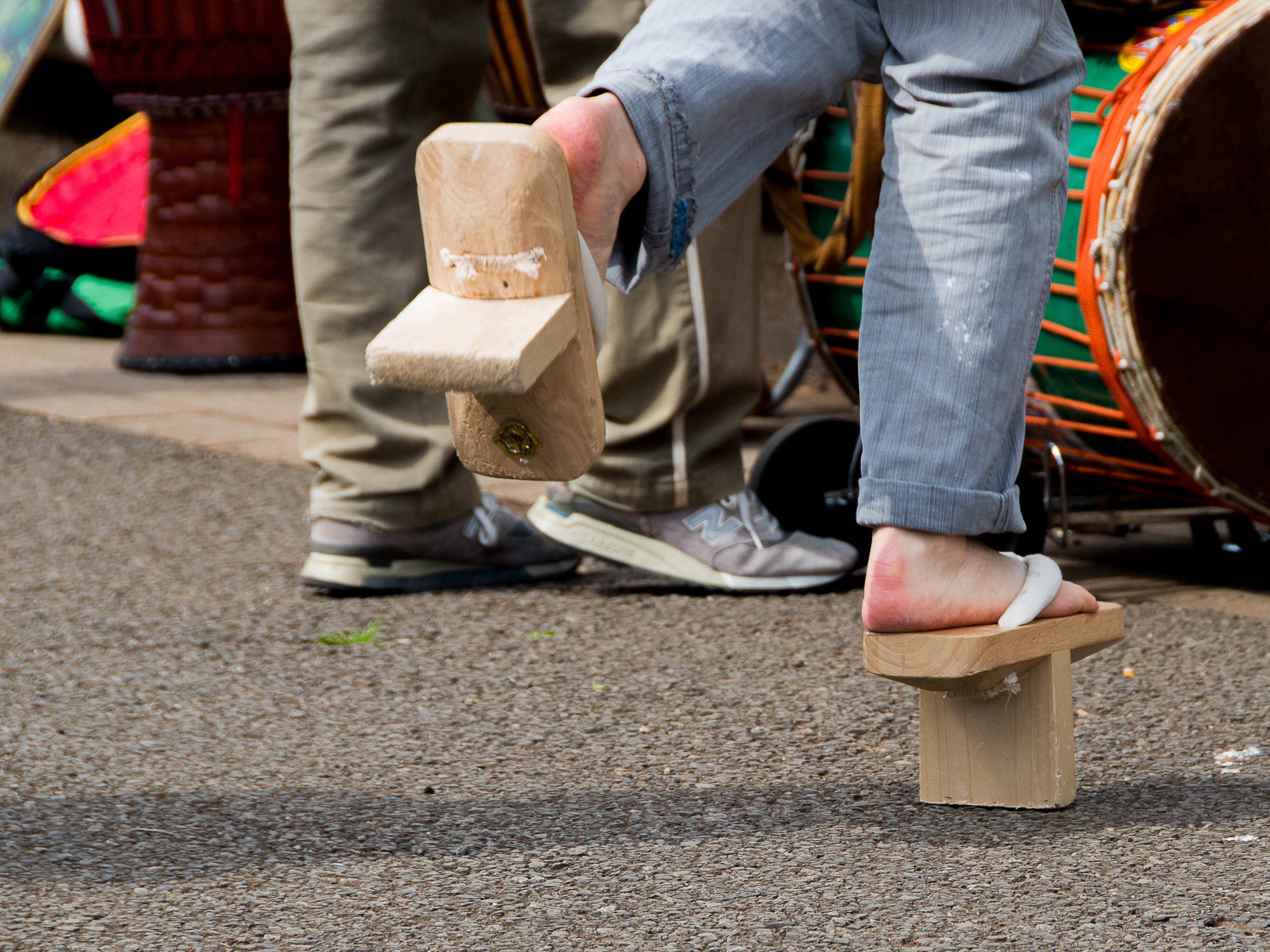
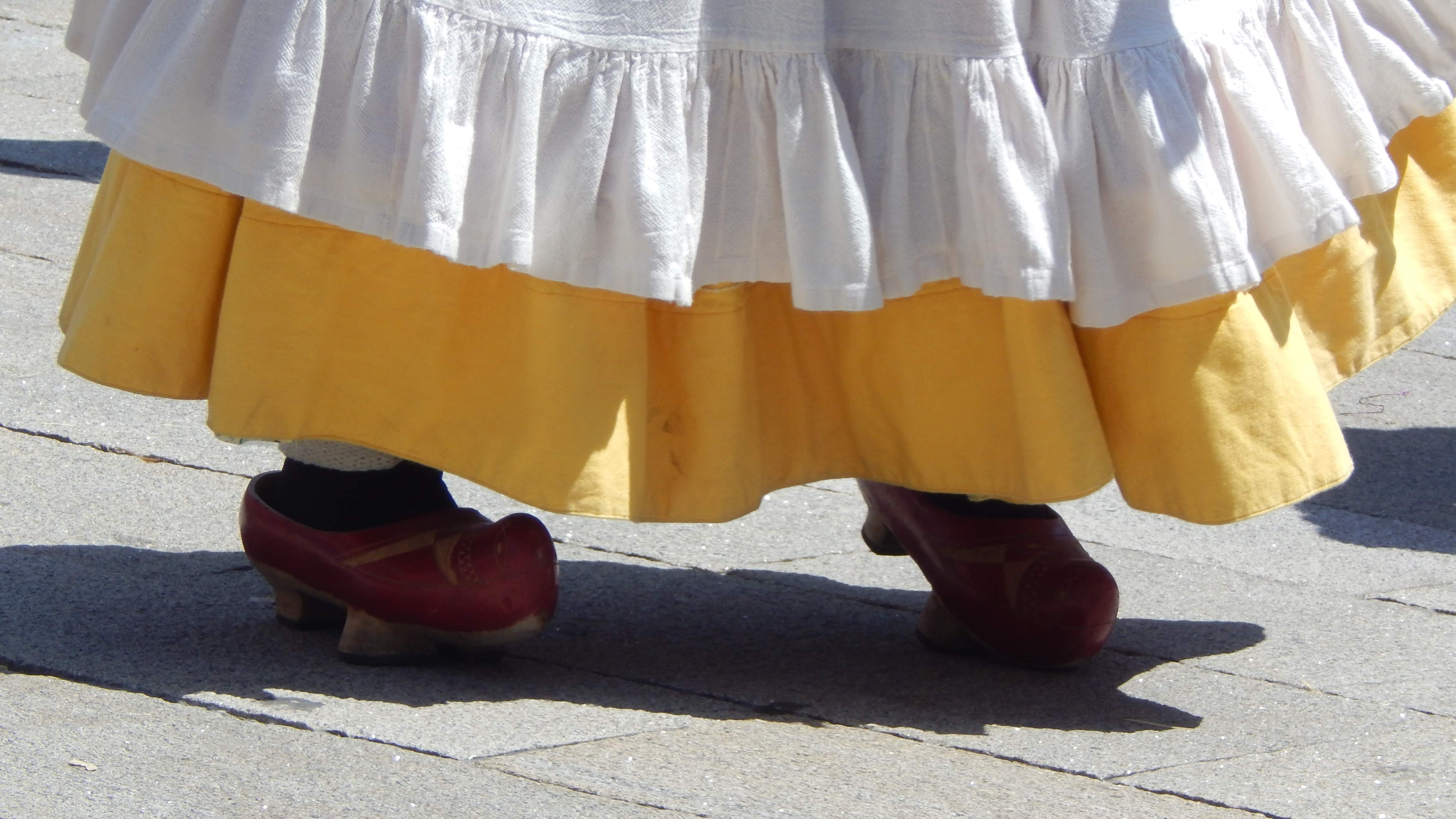
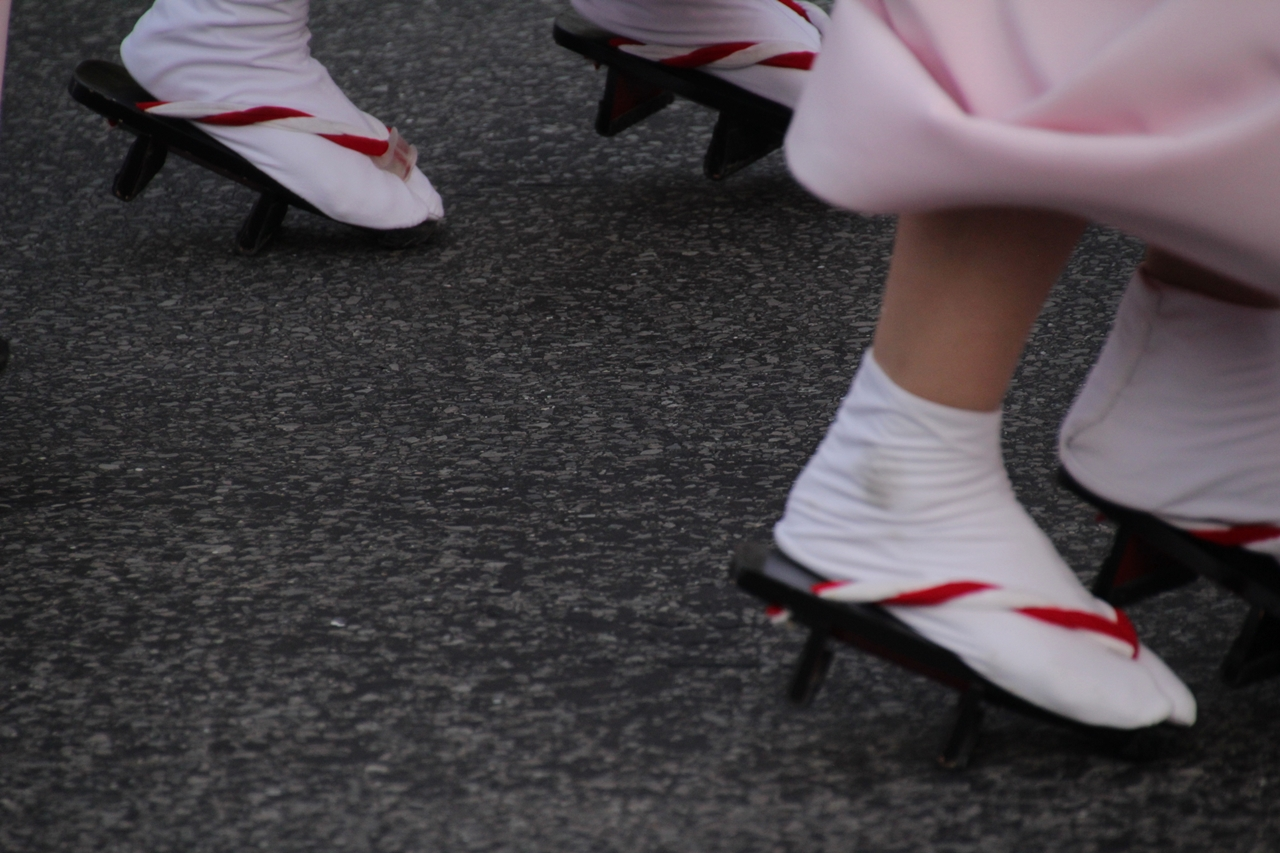
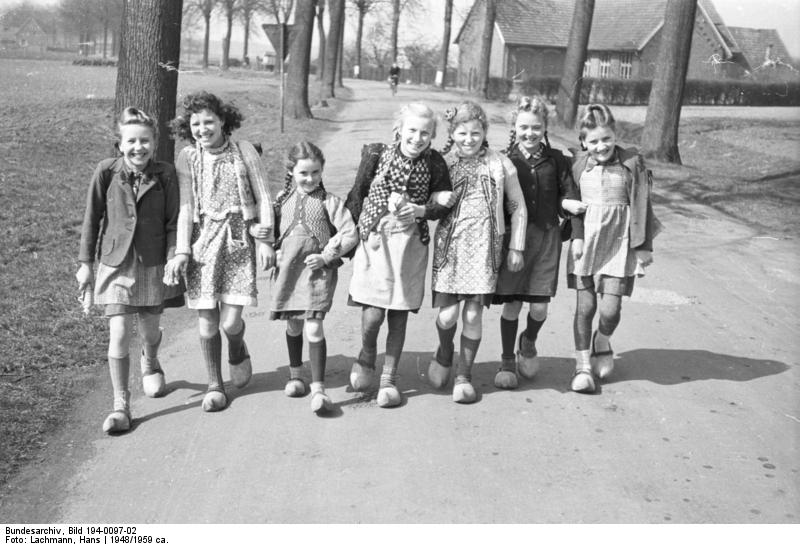
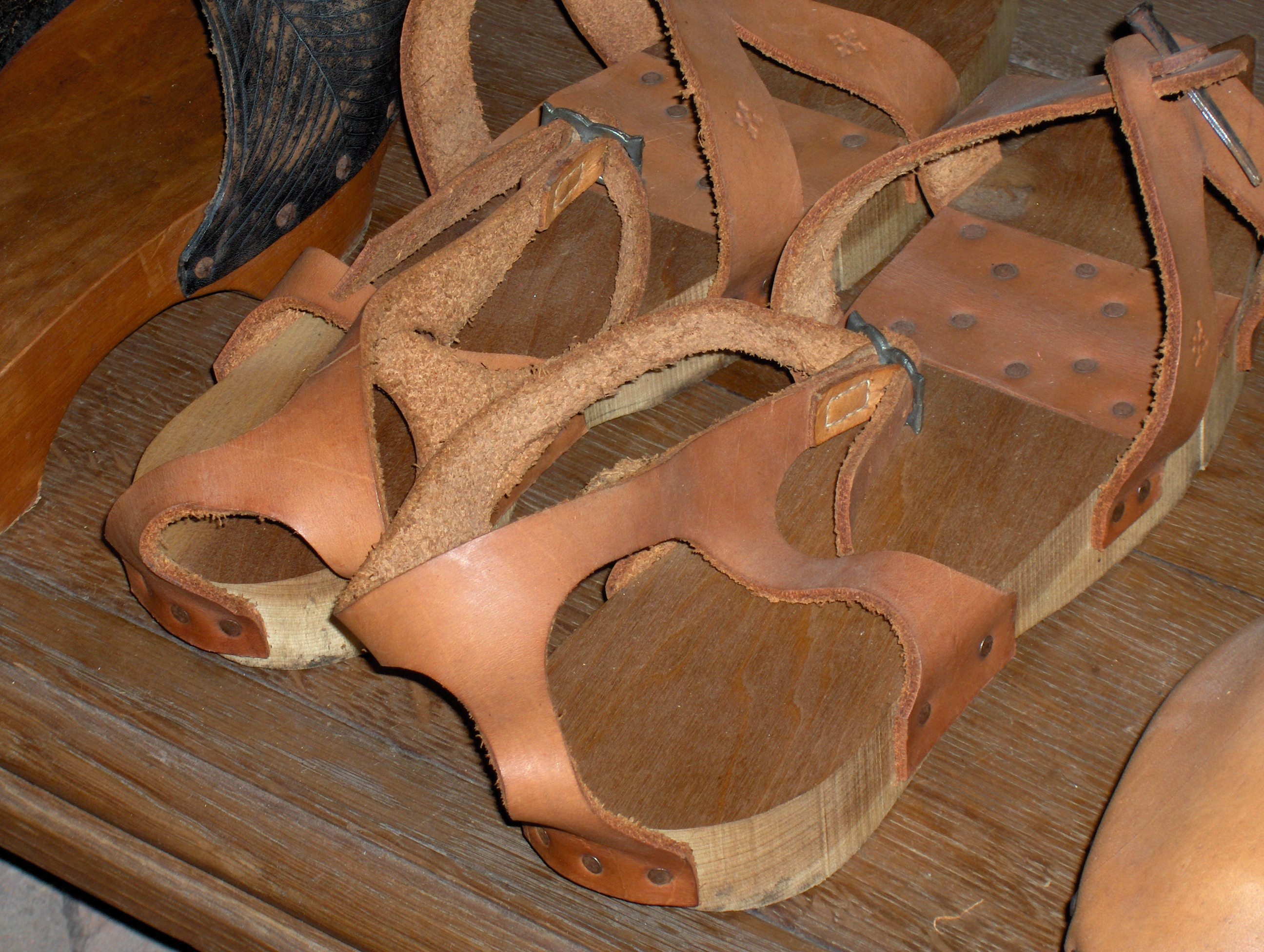